# Карл Грац
Карл «Чарлі» Грац (нім. Karl "Charlie" Gratz; 24 січня 1919, Вінер-Нойштадт — 14 березня 2002, Лек) — німецький льотчик-ас винищувальної авіації австрійського походження, лейтенант люфтваффе вермахту, оберстлейтенант люфтваффе бундесверу. Кавалер Лицарського хреста Залізного хреста.

## Біографія
Після закінчення льотної школи в жовтні 1941 року був зарахований у 8-у ескадрилью 52-ї винищувальної ескадри. Учасник Німецько-радянської війни. Свою першу перемогу здобув в лютому 1942 року. В березні 1943 року переведений в 2-у групу 2-ї винищувальної ескадри «Ріхтгофен», воював у Франції та над Ла-Маншем. 4 квітня 1943 року збив 2 «Спітфайри» і довів рахунок своїх перемог до 86. В липні 1943 року повернувся в 3-ю групу 52-ї винищувальної ескадри на Східному фронті. 22 травня 1944 року здобув свою 104 перемогу. Всього за час бойових дій здійснив понад 900 бойових вильотів і збив 138 літаків противника, з них 121 радянський. 8 травня 1945 року взятий в полон американськими військами, а наприкінці травня був переданий радянській владі. В 1949 році переданий владі ФРН і звільнений. В 1957 вступив у ВПС ФРН. 31 березня 1970 року вийшов у відставку.

## Звання
- Нагрудний знак пілота
- Залізний хрест 2-го і 1-го класу
- Почесний Кубок Люфтваффе (8 червня 1942)
- Лицарський хрест Залізного хреста (1 липня 1942) — за 54 перемоги.
- Німецький хрест в золоті (26 липня 1943)
- Авіаційна планка винищувача в золоті із застібкою «900»